# Міністерство оборони Болгарії
Міністерство оборони Болгарії (болг. Министерство на отбраната) — державний орган виконавчої влади і військового управління Болгарії, у підпорядкуванні якого перебувають збройні сили країни. Є одним з провідних болгарських державних органів із забезпечення реалізації державної політики у сфері оборони.
Повноваження відомства окреслюються у Конституції Болгарії та законі «Про оборону та збройні сили республіки».
Одне з перших болгарських міністерств, яке було створене 5 липня 1879 року.
Адміністрація розташована у столиці Болгарії — Софії.

## Основні завдання
Основними завданнями Міноборони Болгарії є:
- захист суверенітету і національної незалежності країни;
- захист територіальної цілісності країни.
- контроль над збройними силами.

## Структура
Структура апарату Міністерства має такий вигляд:
- Інспекція
- Дирекція інформаційної безпеки
- Дирекція внутрішнього аудиту

- Підрозділ фінансового контролю та перевірок
- Підрозділ протоколу

- Спеціалізоване управління
  - Генеральний директорат з оборонної інфраструктури
  - Дирекція оборонної політики
  - Дирекція планування, програмування та бюджету
  - Дирекція управління персоналом
  - Дирекція оборонного придбання
  - Дирекція управління проєктами
  - Дирекція соціальної політики
- Загальне управління
- Дирекція адміністративно-інформаційних послуг
- Дирекція зв'язків з громадськістю
- Дирекція з правових та регуляторних питань
- Дирекція з питань фінансів
- Штаб оборони

## Керівництво
З 2017 орган очолює Красимир Каракачанов.